# Litoria gracilenta
Litoria gracilenta és una espècie de granota que viu a Austràlia (de Queensland fins a Nova Gal·les del Sud).